# Зуев, Денис Евгеньевич
Денис Евгеньевич Зуев  — белорусский спортсмен, выступающий в кикбоксинге и тайском боксе. Чемпион мира по кикбоксингу по версии Kunlun Fight.

## Биография
Денис Зуев родился 3 апреля 1988 года в деревне Чижовщизна Островецкого района Гродненской области. В детстве занимался в секциях баскетбола и легкой атлетики (бег, метание копья и прыжки с шестом). После школы поступил в колледж на специальность «оператор станков с программным управлением». После окончания обучения пошел служить в армию в в/ч 3310 военного городка Околица, где увлекся рукопашным боем. Во время службы с первой попытки успешно сдал экзамен на краповый берет. После окончания службы устроился на контракт в в/ч 3214. Полгода работал старшиной, после чего перешел на должность инструктора по рукопашному бою. Параллельно стал посещать тренировки, которые проводил Дмитрий Шакута. На внутренних соревнованиях Дениса заметил тренер Дмитрий Пекарчик и предложил ему попробовать себя в тайском боксе. После двух лет тренировок Денис добился значительных успехов, став вторым на чемпионате страны в весе до 71 кг.
После этого поступило предложение выступить на профессиональном ринге. Первый профессиональный бой Денис провел 8 августа 2012 года на турнире «Осьминог» против Фархада Ахмеджанова и уступил решением судей. Затем, в январе 2014 года, принял участие в турнире-четверке «Дорога в Лас-Вегас» и одержал там победу. Через полгода провел первый бой в Китае на турнире-шестнадцатке Kunlun Fight. В первом круге выиграл у китайца Фэн Синли (Feng Xingli), а во втором — проиграл марокканцу Мустафе Хайда, но, поскольку Хайда в этом поединке сломал руку, Зуев прошел в следующий круг. В первом бою финальной четверке Денис сенсационно победил нокаутом тайца Айкпрача, а во втором — австралийца Виктор Нагбе, и стал чемпионом мира по версии Kunlun Fight.

## Титулы и достижения

### Профессиональный спорт
- 2014 Чемпион мира по версии Kunlun Fight, Китай